# تارا هنت
تارا هنت (بالفرنسية: Tara Hunt) (و. 1973  م) هي كاتِبة، ومدونة كندية، ولدت في ساسكاتون.

## التعليم
تعلمت في جامعة كالغاري.